# 徐天乐
徐天乐，上海交通大学特聘教授，中国国家杰青奖获得者。现任中国生理学会副理事长，上海市神经科学会理事长，上海交通大学医学院解剖学与生理学系主任、松江研究院执行院长及上海儿童医学中心脑科学中心主任。主要研究酸敏感离子通道的作用机制和新型干预策略。曾担任多个中国国家重大科研项目的首席科学家。